# Alfred Skene (Politiker, 1815)

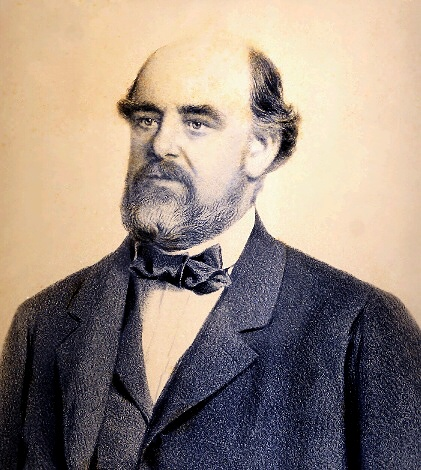
Alfred Skene

Alfred Skene (* 15. Mai 1815 in Verviers, damals Niederlande, seit 1831 Belgien; † 14. Mai 1887 in Wien) war ein mährisch-österreichischer Industrieller und liberaler Politiker. Er war zwischen 1861 und 1886 mehrmals Abgeordneter zum österreichischen Reichsrat und von 1864 bis 1866 Bürgermeister von Brünn.

## Familie, Bildung und Beruf

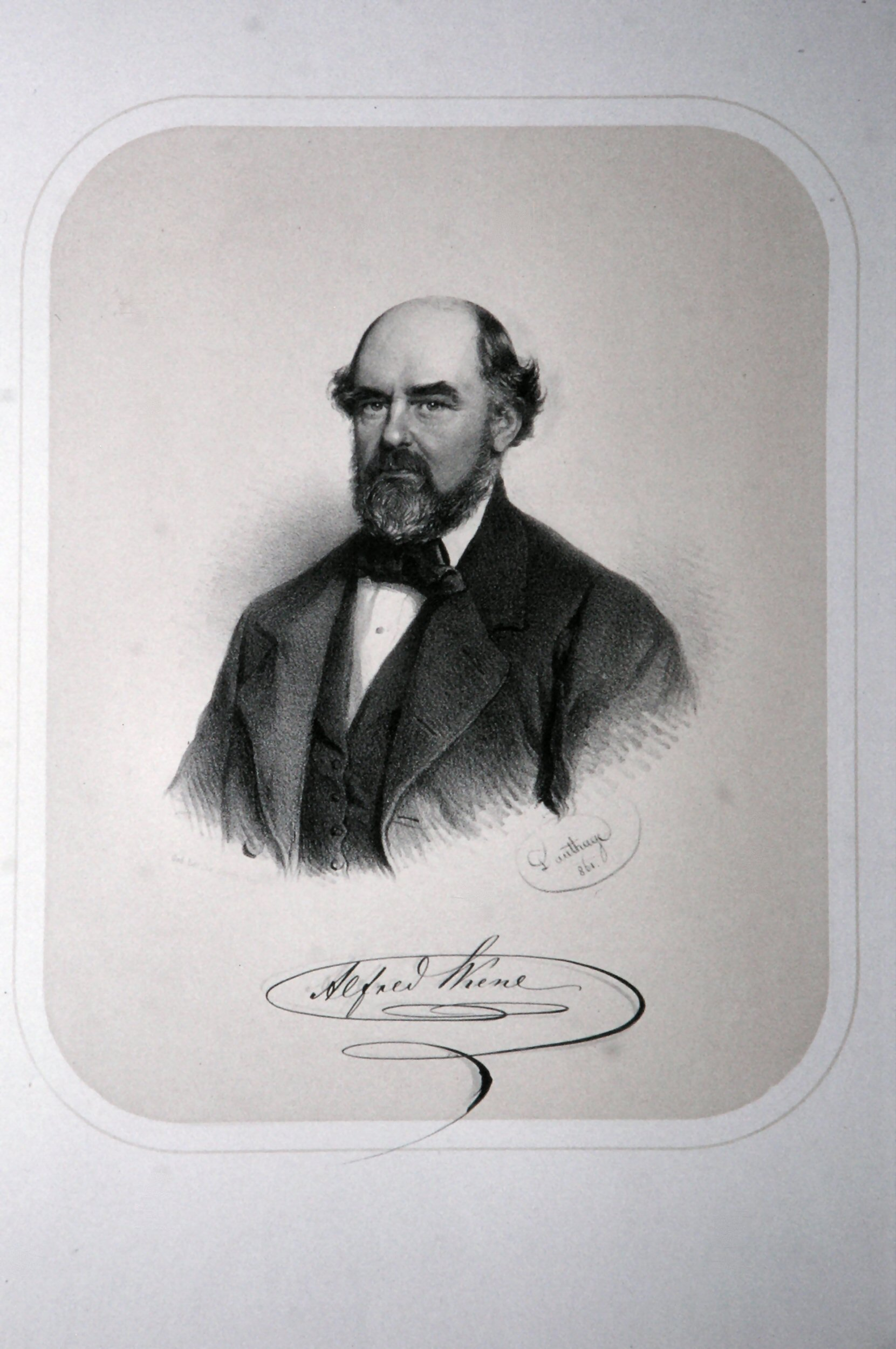
Alfred Skene, Lithographie von Adolf Dauthage, 1865

Alfred Skene war Sohn des Tuchfabrikanten Philipp William Skene († 1842). Er besuchte die Salzmann'sche Erziehungsanstalt in Schnepfenthal bei Waltershausen im Herzogtum Sachsen-Coburg und Gotha, heute Thüringen. Im Jahr 1831 trat er als Kadett in die österreichische Armee ein, wurde 1833 Unterleutnant, 1839 Oberleutnant und wurde im Jahr 1846 außer Dienst gestellt. 
Er begann seine Arbeit in der Tuchfabrik der Familie in Brünn (Mähren) und gründete 1847 eine Tuchfabrik in Alexowitz. Später gründete er weitere Betriebe, unter anderem die Prerauer Zuckerfabriken der Gebrüder Skene in Prerau. 1855 übernahm er die Tuchfabrik in Brünn. 1866 übersiedelte er nach Wien und wurde Chef des Heeresausrüstungs-Konsortiums. Von 1869 bis zur Auflösung im Jahr 1875 war er Gründer und Gesellschafter der Gesellschaft für Heeres-Ausrüstung von Skene und Consorten in Wien, wo er bis 1874 die gesamte Ausrüstung außer Waffen erzeugte und lieferte.
Er war von 1861 bis 1867 Vizepräsident der Handels- und Gewerbekammer Brünn und war 1875 Mitgründer des Industriellen Klubs in Wien, dessen Präsident er bis 1887 gewesen ist. Ihm wurde für sein industrielles Wirken im Jahr 1860 das Ritterkreuz des Franz-Joseph-Ordens verliehen.

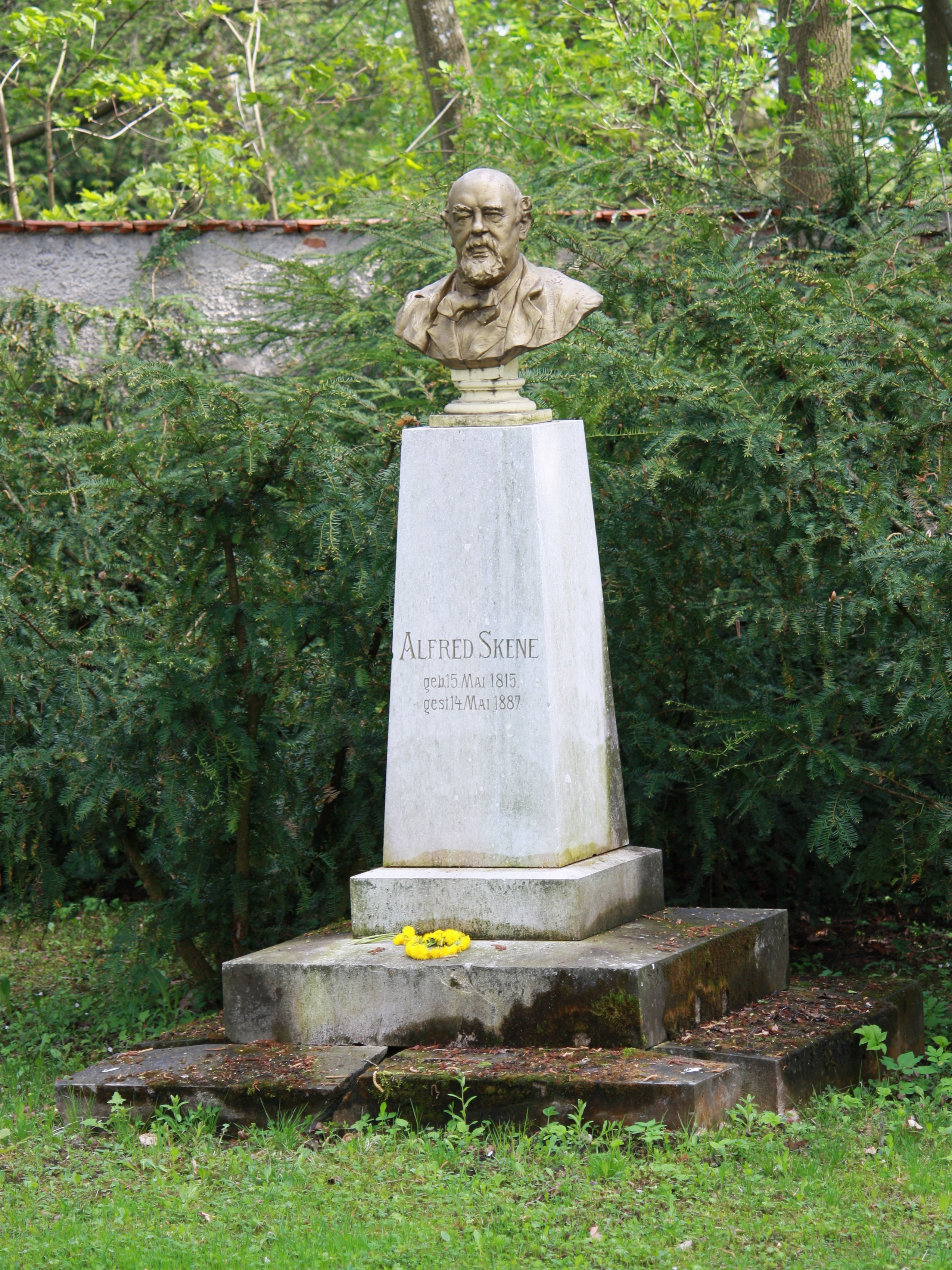
Denkmal für Alfred Skene beim Schloss Mitrov bei Strážek

Er war römisch-katholisch und ab 1846 verheiratet mit Franziska von Rosenbaum († 1861), mit der er eine Tochter und zwei Söhne hatte. Nach deren Tod heiratete er 1886 Louise Zigeuner von Blumendorf. Er war der Vater von Alfred Freiherr von Skene und der Schwiegervater von Bohuslav Freiherr von Widmann.
Skene starb am 14. Mai 1887 im Alter von 71 Jahren, einen Tag vor seinem 72. Geburtstag, an einem Herzfehler.

## Politische Funktionen
Nach dem Ende des Neoabsolutismus und der Wiedereinführung von Volksvertretungen durch das Februarpatent war Skene von 1861 bis 1877 Mitglied des Mährischen Landtags und von 1861 bis 1869 in der Gemeindevertretung. Von 1864 bis 1866 war er Bürgermeister von Brünn.
Alfred Skene war vom 29. April 1861 bis zum 10. August 1871 Mitglied des Abgeordnetenhauses im Reichsrat (I., II. und III. Legislaturperiode) und vertrat dort die Kurie Mähren, Handels- und Gewerbekammern. Der Liberale war ab 1861 Mitglied der Großösterreichischen Partei, ab Juli 1863 im Klub der Linken und ab dem 25. Juni 1867 im Herbst-Kaiserfeld'schen Klub bis zur Auflösung Ende September 1867. Von Oktober 1867 bis zu dessen Auflösung am 29. Oktober 1868 war er Obmann im Klub des linken Zentrums. Ab dem 1. Mai 1871 war er im Klub der Linken.
Nach einer vierjährigen Unterbrechung gehörte er vom 21. Oktober 1875 bis zu seinem Rücktritt am 7. Mai 1886 erneut dem Abgeordnetenhauses an (V., VI. und VII. Legislaturperiode). In der V. Legislaturperiode wurde er bei einer Ersatzwahl als Nachfolger des zurückgetretenen Johann Gögl gewählt und vertrat die Kurie der Handels- und Gewerbekammer Wien. Er saß zunächst erneut im Klub der Linken, den er jedoch im November 1876 verließ, um sich dem Fortschrittsklub anzuschließen. 
In der VI. und VII. Legislaturperiode war er Abgeordneter des Wahlbezirks Mähren, Städte 10 (Neutitschein, Stramberg, Freiberg, Fulnek, Frankstadt, Mährisch Ostrau, Mistek, Braunsberg). Er war ab 1879 Mitglied im Klub der Vereinigten Fortschrittspartei, ab November 1881 bei der Vereinigten Linken und ab 1885 im Deutschösterreichischen Klub. Nach Skenes gesundheitsbedingtem Rücktritt zum 7. Mai 1886 wurde Josef Habermann zu seinem Nachfolger gewählt.